# Cécropides
Les Cécropides  (en grec ancien Κεκροπίς) sont la septième des tribus attiques créées par les réformes de Clisthène.

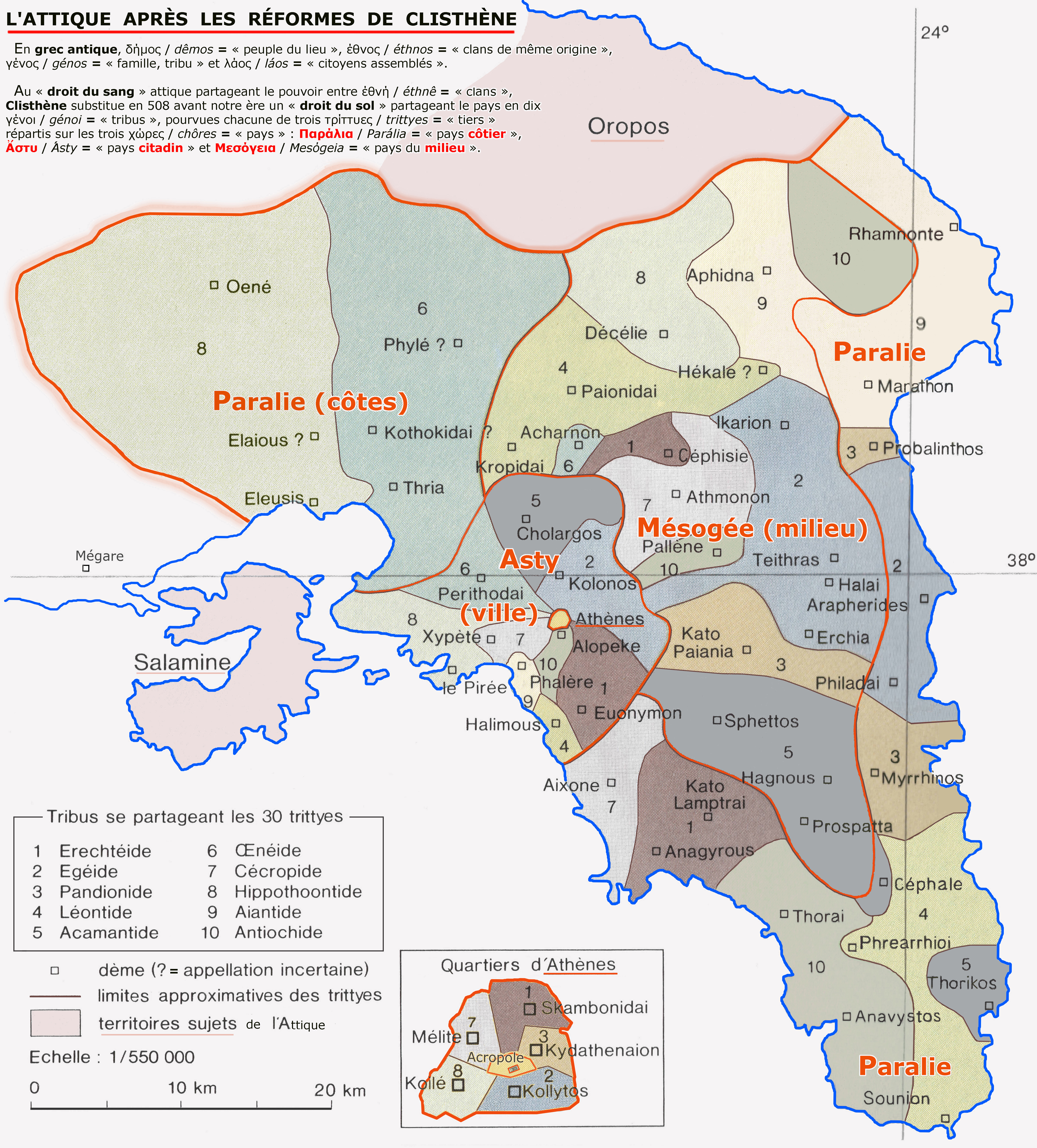
Organisation de l'Attique avec les dix "tribus", les trois "pays", les trente "trittyes" et les dèmes : les Cécropides ont les "trittyes" gris pâle numérotées 7.

Leur nom provient du premier roi mythique et fondateur d'Athènes Cécrops.
Le terme désigne également les trois filles de Cécrops, Aglauros, Pandrosos et Hersé ou Courotrophe.